# Eine Saison in Hakkari
Eine Saison in Hakkari (Originaltitel Hakkâri'de Bir Mevsim) ist der dritte Spielfilm des Filmemachers Erden Kıral und eine Literaturverfilmung des Romans „Ein Winter in Hakkari“ des türkischen Schriftstellers Ferit Edgü. Koproduziert wurde der Film aus dem Jahr 1983, dessen internationaler Verleihtitel A Season in Hakkari ist, von der Kentel Film GmbH in München.

## Inhalt
Der Film spielt in Hakkâri, einer abgeschiedenen Provinz im Südosten der Türkei. Hierher wird ein allzu freigeistiger Lehrer aus Istanbul strafversetzt. In der kargen Hochgebirgs-Landschaft erwartet ihn der totale Kulturschock. Konfrontiert mit Armut, Analphabetismus und einer patriarchalischen Gesellschaft, taut der Lehrer jedoch nach und nach auf und versucht, die Zeit seiner Verbannung sinnvoll zu nutzen.
Dabei lernen die Kinder ebenso viel von ihm wie er von der Kultur, dem Überlebenswillen und Stolz der Menschen in dieser unwirtlichen und zurückgebliebenen Region.

## Kritiken
„Erden Kirals Film gewinnt seine Kraft aus den Bildern, und diese sind geprägt von einer allgewaltigen Natur, in der sich das Dorf wie eine winzige Irregularität ausnimmt. Beherrschend sind die Berge, der Schnee, der Wind, die Nacht, die Sonne, der Mond.“
„Nur sparsam reden die Menschen in Erden Kirals Werk. Das ist auch gar nicht nötig.“
„Erden Kiral gelang ein ungewöhnlicher, überaus poetischer und überzeugender Film über das Aufeinandertreffen unterschiedlicher Kultur und über das harte Leben in der kurdischen Provinz.“

## Auszeichnungen
In der Türkei damals verboten, wurde Erden Kiral 1983 mit dem Silbernen Bären der Berliner Filmfestspiele ausgezeichnet.